# Brian Isaacs
Brian Isaacs (* 17. November 1967) ist ein ehemaliger namibischer Fußballspieler und jetziger Fußballtrainer. Er gilt mit sechs Meisterschaftstitel, darunter vier in Folge mit Black Africa, als der erfolgreichste Trainer des Landes.
Seit August 2017 ist Isaacs Trainer der namibischen Fußballnationalmannschaft der Frauen.

## Erfolge
- Namibischer Meister
  - 2007/08: Orlando Pirates
  - 2010/11, 2011/12, 2012/13, 2013/14: Black Africa
  - 2015/16: Tigers FC